# Paso Palomeque
Paso Palomeque es una localidad uruguaya, del departamento de Canelones, forma parte además del municipio de Canelones.

## Ubicación
La localidad se encuentra situada en la zona noroeste del departamento de Canelones, sobre la margen este del arroyo Canelón Chico y junto al cruce de las rutas nacionales 11 y 64. Dista 1 km de la ciudad de Canelones.

## Población
Según el censo de 2011, la localidad cuenta con una población de 98 habitantes.
| 124           | 142 | 138 | 195 | 132 | 98 |
| (Fuente: INE) |     |     |     |     |    |